# Paradosso del gatto di Schrödinger

La struttura dell'apparato sperimentale. Apparentemente, il gatto può essere contemporaneamente vivo e morto.

Il paradosso del gatto di Schrödinger è un esperimento mentale ideato nel 1935 da Erwin Schrödinger con lo scopo di illustrare come la meccanica quantistica fornisca risultati paradossali se applicata a un sistema fisico macroscopico.
L'esperimento descrive un apparato, nascosto da un contenitore, in cui un gatto è collegato a un sistema fisico che ne determina la morte nel caso in esso avvenga spontaneamente un determinato evento subatomico, che ha una certa probabilità di verificarsi in un dato tempo. Secondo la meccanica quantistica, finché non viene osservato, un tale sistema si trova in una sovrapposizione degli stati "evento avvenuto-non avvenuto"; da questo deriva che anche l'animale dovrebbe trovarsi nella stessa condizione, con la conseguenza paradossale che gli stati di gatto vivo e morto sarebbero entrambi presenti contemporaneamente. Il paradosso compare di frequente nelle discussioni teoriche sulle interpretazioni della meccanica quantistica. 

## Origine
L'esperimento fu elaborato nel contesto della discussione sul paradosso di Einstein-Podolsky-Rosen (EPR), che criticava come paradossale una caratteristica fondamentale dei sistemi quantistici secondo l'interpretazione di Copenaghen, nota come entanglement quantistico. Schrödinger, che condivideva lo scetticismo verso l'interpretazione di Copenaghen, fece notare un altro aspetto problematico: il principio di sovrapposizione, uno dei cardini della meccanica quantistica, il quale afferma che se un sistema può trovarsi in due stati distinti, può trovarsi anche in una qualsiasi loro combinazione lineare; se però si esegue un'osservazione del sistema, questo viene indotto ad assumere uno stato determinato. Secondo Schrödinger, questo principio e il concetto di entanglement avevano conseguenze potenzialmente paradossali.
(Erwin Schrödinger)

## L'esperimento e le sue conseguenze
Il paradosso nasce dal fatto che lo stato di un sistema quantistico è descritto dalla funzione d'onda e non possiede valori definiti per tutte le grandezze fisiche misurabili che lo caratterizzano; sono invece definite solo le distribuzioni di probabilità dei valori per tali grandezze. Una volta effettuata la misura, il sistema avrà un valore definito relativamente alla grandezza misurata, e questo comporta una modifica radicale definita come "collasso" della sua funzione d'onda, che rappresenta una violazione dell'equazione di Schrödinger.
Pur avendone sviluppato il concetto, Schrödinger non accettava l'aspetto probabilistico della funzione d'onda, che contrasta con il determinismo della fisica classica. Con il suo esperimento mentale mise in evidenza che la meccanica quantistica è applicabile anche a un oggetto macroscopico, in particolare a un essere vivente, che trovandosi in uno stato di correlazione quantistica (entanglement) con una particella, ne assume a sua volta, con conseguenze paradossali, la condizione di sovrapposizione quantistica, senza che ci sia la possibilità di verificarne gli effetti a livello sperimentale.
Nell'apparato immaginato da Schrödinger, il sistema nello stato di sovrapposizione quantistica è un atomo radioattivo, il cui decadimento non avviene in un istante ben definito, ma è legato alla legge probabilistica per la quale è solo possibile stabilire che a un certo istante esso avrà probabilità pari al 50% di essere decaduto e al 50% di non essere decaduto. Di conseguenza anche le proprietà del gatto sono indeterminate, ciò che porta a concludere che non sarà né vivo né morto finché non viene osservato aprendo la scatola, momento in cui acquisirà necessariamente uno stato definito. Il problema che la fisica quantistica non risolve è quale sia la causa della transizione tra lo stato indeterminato, ossia la sovrapposizione di più stati, e quello determinato, causa che, per il venir meno dell'equazione di Schrodinger, non è riconducibile a nessuna interazione fisica nota.
Il risultato dell'esperimento viene usualmente presentato nei termini seguenti. Dopo un intervallo uguale al tempo di dimezzamento, l'atomo può essere decaduto o meno con la stessa probabilità, quindi si trova in una sovrapposizione dei due stati: in notazione di Dirac, lo stato dell'atomo è
{\displaystyle |A\rangle ={\frac {1}{\sqrt {2}}}\,\left(|{\textrm {decaduto}}\rangle +|{\textrm {non}}\;{\textrm {decaduto}}\rangle \right).}
Ma poiché il decadimento determina la sorte del gatto, questo dovrebbe essere considerato contemporaneamente vivo e morto:
{\displaystyle |G\rangle ={\frac {1}{\sqrt {2}}}\,\left(|{\textrm {morto}}\rangle +|{\textrm {vivo}}\rangle \right)}
almeno fino a quando non si compie un'osservazione, aprendo la scatola.
Occorre tuttavia precisare che la descrizione sopra esposta non è corretta. La stessa conclusione di Schrödinger, che peraltro non usa mai il termine "paradosso", è espressa in termini diversi: egli fa riferimento alla "funzione d'onda dell'intero sistema", non a quella del gatto. In effetti, la teoria quantistica afferma che il sistema atomo + gatto è descritto dallo stato di correlazione quantistica.
{\displaystyle |A,G\rangle ={\frac {1}{\sqrt {2}}}\,\left(|{\textrm {atomo}}\;{\textrm {decaduto,}}\;{\textrm {gatto}}\;{\textrm {morto}}\rangle +|{\textrm {atomo}}\;{\textrm {non}}\;{\textrm {decaduto,}}\;{\textrm {gatto}}\;{\textrm {vivo}}\rangle \right).}
Non è quindi corretto dire che il gatto è in una sovrapposizione di due stati, perché la sovrapposizione riguarda l'intero sistema. La differenza fondamentale è che i due sottosistemi, cioè l'atomo e il gatto presi singolarmente, sono piuttosto descritti da una miscela statistica. L'incertezza sulla sorte del gatto è "classica": esso è vivo o morto con una probabilità del 50%, senza alcuna interferenza tra i due stati diversi.

## Il problema della misura e la decoerenza
(Serge Haroche)
L'esperimento del gatto può essere collegato al cosiddetto problema della misura. L'interpretazione di Copenaghen afferma che, se un sistema quantistico si trova in una sovrapposizione della forma {\displaystyle |A\rangle +|B\rangle }, una sua misura "costringe" il sistema a passare definitivamente nello stato {\displaystyle |A\rangle } o {\displaystyle |B\rangle }, oppure, come propone il fisico e divulgatore Jim Al-Khalili, "costringe la natura a scegliere il proprio stato". Da quel momento, la sovrapposizione è sparita e si parla come detto di collasso della funzione d'onda. L'esatta modalità del "collasso" è un problema che l'interpretazione di Copenaghen lascia aperto.
Tuttavia, si può argomentare che la misura di un sistema quantistico consiste nell'entanglement tra un apparato sperimentale, per definizione macroscopico, e il sistema in esame. Nel nostro caso, il gatto gioca il ruolo dell'apparato sperimentale, poiché "registra" lo stato dell'atomo. Allora, la presenza del gatto fa sì che la sovrapposizione in cui si trova l'atomo venga "trasferita" al sistema complessivo atomo + gatto; l'atomo, dunque, non è più in una sovrapposizione, così come non lo è il gatto. D'altra parte, rimane un problema da affrontare: non esiste alcun effetto osservabile che dimostri l'entanglement tra atomo e gatto, o la sovrapposizione dei due stati in cui può trovarsi il sistema complessivo. Questo problema permane, naturalmente, anche se il gatto è sostituito da un apparato sperimentale inanimato.
La teoria della decoerenza quantistica, nata per superare simili difficoltà, afferma che le previsioni della meccanica quantistica sono corrette. Il motivo per cui non è possibile osservare effetti quantistici in oggetti macroscopici, è che questi sono inevitabilmente accoppiati in qualche modo con l'ambiente esterno. Il gatto di Schrödinger, per esempio, non sarà mai realmente isolato dal resto del mondo. Ciò significa che il sistema atomo + gatto diventa, nel giro di un tempo brevissimo, entangled con l'ambiente esterno, così che non è più descritto da una sovrapposizione quantistica: in altri termini, perde coerenza. Le verifiche sperimentali di questo fenomeno sono possibili studiando sistemi mesoscopici (a volte soprannominati "gattini di Schrödinger"), cioè con pochi gradi di libertà. Esistono ormai diverse osservazioni sperimentali che dimostrano come un accoppiamento tra un sistema quantistico e un sistema mesoscopico porti alla decoerenza in tempi brevi ma apprezzabili.
La decoerenza quantistica, tuttavia, non risolve il problema centrale del paradosso perché non spiega come avvenga la transizione tra lo stato indeterminato e lo stato determinato, dato che tale transizione è una violazione dell'equazione di Schrödinger; l'accoppiamento con l'ambiente rende non osservabili gli effetti di interferenza tra i vari stati, ma la funzione d'onda, così come è determinata dall'equazione di Schrödinger, continua a descrivere diverse possibilità (nel caso del paradosso, le possibilità che il gatto sia vivo o morto) mentre dopo l'osservazione la funzione d'onda dovrà essere collassata su una sola possibilità.

## Altre interpretazioni del paradosso

### Interpretazione di Copenaghen

Secondo l'interpretazione a molti mondi, ogni evento è un punto di diramazione per l'intero Universo

L'interpretazione di Copenaghen, pur lasciando aperto il problema della misura, è in grado comunque di rispondere alla critica portata dall'esperimento immaginato da Schrödinger. Secondo le idee di Bohr, è sufficiente considerare che il gatto - o in generale l'apparato di misura - esegue una "osservazione" del sistema quantistico, il cui risultato è sempre ben definito. Finché l'atomo non decade, il gatto è senz'altro vivo, e ciò è determinato senza alcun bisogno di un osservatore esterno che apra la scatola.
La difficoltà di una risposta "alla Bohr", tuttavia, è il confine arbitrario che deve essere tracciato tra sistema microscopico, che si comporta secondo le regole della meccanica quantistica, e osservatore macroscopico, che sembra ubbidire alle leggi della fisica classica.

### Interpretazione a molti mondi
L'interpretazione a molti mondi di Everett, Wheeler e DeWitt assume l'esistenza di una "funzione d'onda universale". Il caso del gatto di Schrödinger, in questa ipotesi, non è paradossale perché le due possibili alternative {\displaystyle |{\textrm {atomo}}\;{\textrm {decaduto,}}\;{\textrm {gatto}}\;{\textrm {morto}}\rangle } , {\displaystyle |{\textrm {atomo}}\;{\textrm {non}}\;{\textrm {decaduto,}}\;{\textrm {gatto}}\;{\textrm {vivo}}\rangle } sono entrambe realizzate. Non è possibile rendersene conto solo perché, attraverso l'entanglement e il meccanismo di decoerenza, la sovrapposizione riguarda l'intero Universo. Un osservatore, quindi, vede realizzarsi solo una delle due alternative perché fa egli stesso parte di uno dei due possibili "stati" dell'intero Universo.